# Georges Barillet
Pour les articles homonymes, voir Barillet.
Georges Barillet est un homme politique français né le 25 janvier 1871 à Moulins (Allier) et décédé le 18 juillet 1941 à Bayonne (Pyrénées-Atlantiques).

## Biographie
Économe et secrétaire dans un asile d'aliénés de l'Allier, il est aussi rédacteur au journal la démocratie du centre, à Moulins. Il s'installe en 1901 à Maisons-Alfort, dont il devient conseiller municipal en 1924. Il est député de la Seine de 1928 à 1932, inscrit au groupe de la Gauche radicale. 

## Sources
- « Georges Barillet », dans le Dictionnaire des parlementaires français (1889-1940), sous la direction de Jean Jolly, PUF, 1960 [détail de l’édition]